# Haeterius exiguus
Haeterius exiguus är en skalbaggsart som beskrevs av Mann 1911. Haeterius exiguus ingår i släktet Haeterius och familjen stumpbaggar. Inga underarter finns listade i Catalogue of Life.